# Thomas Engert

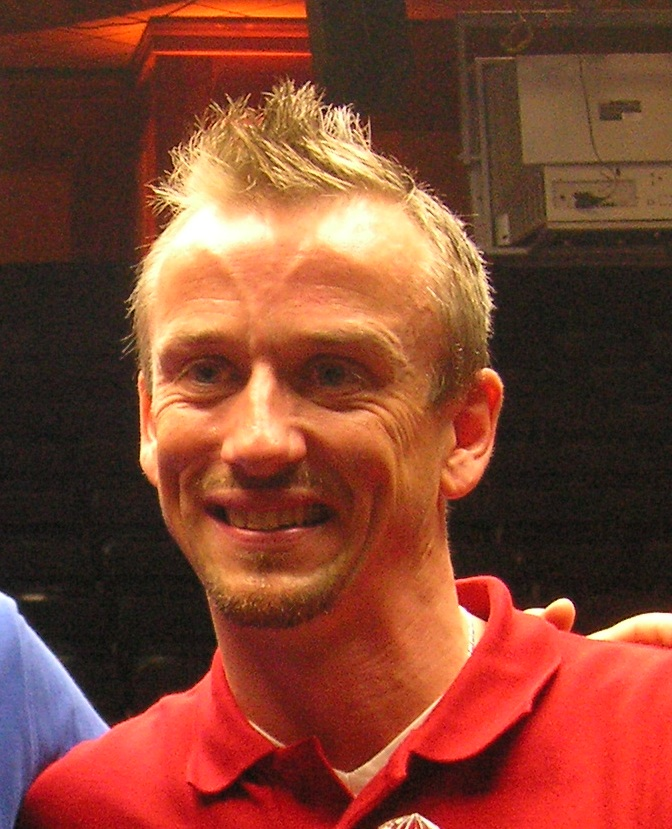
Engert bij het World Pool Trickshot Masters 2007

Thomas Engert (Neuss, 23 oktober 1965) is een Duits poolbiljarter met als bijnaam 'The Lean Machine', die sinds 1995 professioneel actief is.
Hij won het Europees kampioenschap 9-ball in 1989, 1990, 1991 en 2004 en het Europees kampioenschap straight pool in 1993, 1994 en 2001. Op een wereldkampioenschap kwam hij nooit verder dan een tweede plaats op het wereldkampioenschap straight pool in 2006.
Hij won de World Pool Masters in 2004 en 2007, beide keren in Egmond. Hij won de International Challenge of Champions in 2004 door in de finale Thorsten Hohmann te verslaan. Hij vertegenwoordigde Europa in de Mosconi Cup in 2000, 2004 en 2006. 